# Nobuharu Asahara
Nobuharu Asahara (Kanji:朝原 宣治, Japón, 21 de junio de 1972) es un atleta japonés, especializado en pruebas de velocidad que consiguió su mayor éxito deportivo en las prueba de 4 x 100 m en la que llegó a ser medallista de bronce olímpico en 2008.

## Carrera deportiva
En los JJ. OO. de Pekín 2008 ganó la medalla de bronce en los relevos 4 x 100 metros, con un tiempo de 38.15 segundos, consiguiendo subir al podio tras Trinidad y Tobago (Jamaica había llegado en primera posición pero fue descalificada por dopaje), siendo sus compañeros de equipo: Shingo Suetsugu, Shinji Takahira y Naoki Tsukahara.